# Anton Wladimirowitsch Dolin

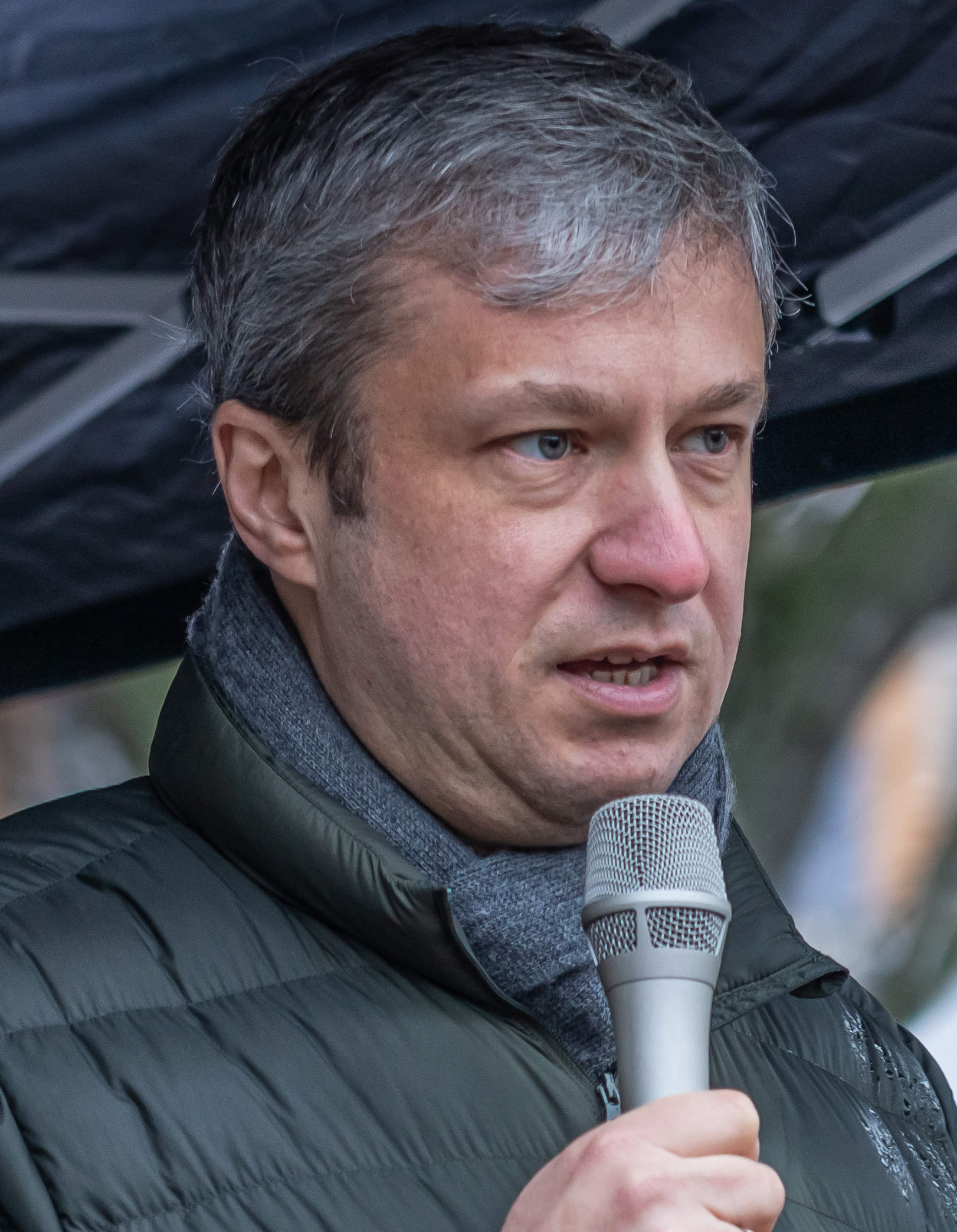
Anton Wladimirowitsch Dolin, 2023

Anton Wladimirowitsch Dolin (russisch Анто́н Влади́мирович До́лин, wiss. Transliteration Anton Vladimirovič Dolin; * 23. Januar 1976 in Moskau, UdSSR) ist ein russischer Journalist, Filmkritiker, Buchautor sowie ehemaliger Radiomoderator.

## Leben
Dolins Vater Wladimir Worobjow (1939–2022) war Plasmaphysiker und Schüler von Leonid Biberman, seine Mutter Weronika Dolina (* 1956 in Moskau) ist Sängerin und Dichterin. 1997 absolvierte er ein Philologiestudium an der Moskauer Staatlichen Universität.
Von 1997 bis 2003 arbeitete Dolin als Korrespondent und Moderator für den Rundfunksender Echo Moskwy, von 2001 bis 2005 zudem für die Online-Zeitung Gaseta und von 2006 bis 2007 für die Zeitung Moskowskije Nowosti. Von 2007 bis 2019 war er für das Hörfunkprogramm Radio Majak der staatlichen russischen Medienholding WGTRK tätig. Daneben war er in verschiedenen Jahren als Kolumnist für russische Periodika wie Expert, The New Times, Wedomosti und andere tätig. Seit 2017 veröffentlicht er auf Meduza.
Von 2012 bis Juni 2020 trat er regelmäßig als Filmkritiker in der erfolgreichen Talkshow Wetscherny Urgant des Fernsehsenders Perwy kanal auf. Im September 2020 wurde diese Zusammenarbeit durch den Sender offiziell beendet (nach Dolins Meinung aufgrund seiner negativen Kritik an dem Film Sojus spassenija (2019) des Regisseurs Andrej Krawtschuk).
Von 2017 bis März 2022 war er Chefredakteur der Filmzeitschrift Iskusstwo kino.
Seit April 2021 moderiert er den eigenen YouTube-Kanal Radio Dolin.
Anfang März 2022 erklärte Dolin, er habe Russland verlassen. Am 14. Oktober 2022 erklärte ihn das Justizministerium der Russischen Föderation zum „ausländischen Agenten“.
Derzeit (Dezember 2023) lebt Dolin mit seiner Familie in Lettland.
Im Oktober 2023 wurde ein von Dolin geschriebener, geschnittener und vertonter Dokumentarfilm über den russischen Regisseur Alexei German bei einem Filmfestival in Sankt Petersburg gezeigt, ohne dass Dolin im Abspann Erwähnung fand. Der ursprünglich von Dolin eingesprochene Off-Kommentar des Films wurde zu diesem Zweck von Germans Sohn Alexei neu aufgenommen.

## Politische Überzeugungen
Dolin hat öffentlich seine Unterstützung für den russischen Oppositionspolitiker Alexei Nawalny bekundet, die Anti-LGBT-Gesetzgebung in Russland kritisiert und die russische Invasion in der Ukraine verurteilt. Die Folgen der internationalen Isolation Russlands für russische Filmproduktionen und den russischen Filmverleih beurteilt er kritisch.

## Familie
Dolin ist mit Natalija Chljustowa verheiratet. Sie haben zwei Söhne.

## Veröffentlichungen (Auswahl)

### Monografien
- Skaski. Fantastika i wymyssel w mirowom kinematografe, Мoskau: AST, 2023.
- Twin Piks. Dnewnik nabljudenii, Sankt Petersburg: Iskusstwo kino, 2021.
- Kak smotret kino, Мoskau: Alpina Pablischer, 2020.
- Miraschi sowetskowo: otscherki sovremennowo kino, Moskau: AST, 2020
- Ottenki russkowo: otscherki otetschestwennowo kino, Moskau: AST, 2018.
- German: interwju, esse, szenarii, Moskau: NLO, 2011.

### Rezensionen und Zeitschriftenartikel
- „Repertuar: Konetschnaja ostanowka. ‚Krjostny put‘, reschissjor Ditrich Brjuggemann“, in: Iskusstwo kino, 2014 (3), S. 44.
- „Sdes i teper: Serkalo bes geroja. ‚Trudno byt bogom‘, reschissjor Alexej German“, in: Iskusstwo kino, 2014 (1), S. 45.
- „Imena: Notschnoi dosorny“, in: Iskusstwo kino, 2013 (9), S. 46.
- „Imena: Tsia Tschschanke: ‚Moi filmy moschno smotret bes subtitrow‘“, in: Iskusstwo kino, 2013 (7), S. 47.
- „Repertuar: Ukussit, usnut. ‚Wyschiwut tolko ljubowniki‘, reschissjor Dschim Dscharmusch“, in: Iskusstwo kino, 2013 (7), S. 48.
- „Repertuar: Krugoswetka. ‚Wnutri Ljuina Dewissa‘, reschissjory Itan Koen, Dschoel Koen“, in: Iskusstwo kino, 2013 (7), S. 49.
- „Repertuar: Den otkrytych dwerej. ‚Kamilla Klodel, 1915‘, reschissjor Brjuno Djumon“, in: Iskusstwo kino, 2013 (3), S. 50.